# مسابقات آفریقای جنوبی
مسابقات آفریقای جنوبی (انگلیسی: South African Games) برخی از سال‌ها با نام مسابقات اوپن آفریقای جنوبی در چند رشته ورزشی انجام می‌شد. در دوران آپارتاید در مقابل اخراج این کشور از بازی‌های المپیک بعضی از ورزشکاران، بعضاً بدون تأیید هیئت ورزشی کشور خودشان، در این مسابقات شرکت می‌کردند.

## ۱۹۶۴
مسابقات ۱۹۶۴ آفریقای جنوبی، اولین رویدادی از این نوع بود که در ورزشگاه واندرز ژوهانسبورگ برگزار شد. از رقبای خارجی دعوت شد. در ماه ژانویه، IOC دعوت آفریقای جنوبی برای بازی‌های المپیک تابستانی ۱۹۶۴ در توکیو را لغو کرده بود. بازی‌های سفید از ۲۹ فوریه تا ۹ مارس و بازی‌های سیاه از ۲۴ آوریل تا ۱۰ مه(ماه) برگزار شد.

## ۱۹۶۹
بازی‌های اوپن آفریقای جنوبی در سال ۱۹۶۹، در ۱۵ مارس در بلومفونتین برگزار شد. در آن ماه او تانت، دبیرکل سازمان ملل متحد، از همه اعضا خواست تا تمام ارتباطات ورزشی خود با آفریقای جنوبی را قطع کنند. این دعوت‌ها برای ورزشکاران سفیدپوست از کشورهای عمدتاً سفیدپوست بود. این بازی‌ها توسط کمیته ملی المپیک آفریقای جنوبی (SANOC) برگزار شد، که بدون تأیید کمیته بین‌المللی المپیک (IOC) از آرم حلقه‌های المپیک در تبلیغات خود استفاده می‌کرد، این نقض منشور المپیک در جداسازی نژادی در مسابقات ورزشی بود که به‌خاطر آن IOC در سال ۱۹۷۰ کمیته ملی المپیک آفریقای جنوبی (SANOC را اخراج کرد.
دولت آفریقای جنوبی ادعا کرد که بیش از ۶۰۰۰ ورزشکار، از جمله ۱۲۶ نفر از خارج از کشور، در ۳۶ رشته ورزشی در این بازی‌های شرکت داشته‌اند. پس از فشارهای دولت‌ها متبوع‌شان، سه تیم ملی پس از ورود، اعلام انصراف کردند. تیم ملی آلمان بعد از آنکه شورای ورزش آفریقا تهدید کرد که درصورت ماندن این تیم در مسابقات، المپیک تابستانی ۱۹۷۲ را تحریم خواهند کرد، از مسابقات انصراف داد. یک تیم کامل از نیوزلند در این مسابقات شرکت کرد، که دستگاه‌های دولتی نیوزلند اعلام کردند که ورزشکاران به عنوان اشخاص مستقل شرکت می‌کنند. یک ورزشکار بریتانیایی نیز در این مسابقات شرکت کرد. اتحادیه دو و میدانی آماتور آمریکا (AAU) مجوز شرکت برای چهار تن از ورزشکاران دعوت شده به این مسابقات را صادر کرد، و وزارت امور خارجه آمریکا نیز برای دو کارمند خود در آفریقای جنوبی اقدام مشابهی انجام داد.
ورزشکاران از کیفیت پایین اسکان شکایت می‌کردند و مشاغل محلی نیز به دلیل حضور پایین‌تر از حد مورد انتظار تماشاگران، دچار ضرر شدند.
در سال ۱۹۷۰ یک بازی جداگانه سیاه پوستان در سووتو برگزار شد، اما یک تحریم گسترده آن را با عدم توفیق روبرو کرد.

## ۱۹۷۳
در سال ۱۹۷۳ مسابقات بین‌المللی اوپن آفریقای جنوبی از ۲۳ مارس تا ۷ آوریل در پرتوریا برگزار و توسط شرکت نفتی شل حمایت مالی شد و به عنوان چند نژادی مورد تأیید قرار گرفتند.
دولت آفریقای جنوبی در سال ۱۹۷۰ انتظار داشت «بیش از ۵۰۰ ورزشکار از خارج کشور از حدود ۳۰ کشور جهان» در این بازی‌های شرکت کنند و پس از بازی‌ها ادعا کرد در ۳۱ رشته ورزشی با شرکت ۶۷۳ ورزشکار و ۳۵ شرکت رسمی از طرف کشورها این مسابقات انجام شد.
آلمان غربی، ژاپن، انگلیس، بلژیک و هلند از جمله مدعوین بودند. کشورهای آفریقایی تهدید کردند در صورت شرکت ورزشکاران مشترک‌المنافع سفید، بازی‌های مشترک‌المنافع ۱۹۷۴ در نیوزلند را تحریم خواهند کرد. چهارده کانادایی به‌طور غیررسمی بر خلاف توصیه دولت در این مسابقات شرکت کردند. تیم ملی هاکی بانوان نیوزلند نیز در این مسابقات به رقابت پرداخت.
وزارت خارجه آمریکا به سفارت آمریکا در پرتوریا دستور داد تا تصریح شود که حضور هر یک از شرکت کنندگان آمریکایی در این رقابت‌ها غیررسمی است و هزینه‌های آنها توسط سازمان دهندگان آفریقای جنوبی پرداخت می‌شود. انجمن لاون باولز آمریکا در پاییز سال ۱۹۷۲، دو تن را کاندید کرد تا با تقبل تمام هزینه‌ها توسط انجمن بولینگ آفریقای جنوبی، در مسابقه مربوطه شرکت کنند. ورزشکاران شناگر AAU در مسابقات شرکت کردند ولی AAU مانع از شرکت ورزشکاران دو و میدانی شد. شش عضو تیم تیراندازی المپیک ایالات متحده در ۱۹۷۲ دعوت شدند. عضویت پنج کشتی‌گیر دانشگاه ایالتی اورگان پس از شرکت توسط AAU لغو گردید. یک تیم بسکتبال دانشگاه غرب فلوریدا شامل ۷ سفیدپوست و ۳ سیاه‌پوست قرار بود به رقابت در این مسابقات بپردازد.
فیفا در سال ۱۹۶۴ عضویت اتحادیه فوتبال آفریقای جنوبی (FASA) را به حالت تعلیق درآورد. پس از تضمین برگزار کنندگان برای دادن اجازه به تماشاگران سیاه، مدیر اجرایی فیفا مجوز ویژه ای برای تیم‌های آماتور خارجی برای ورود به مسابقات فوتبال در ژوهانسبورگ صادر کرد. وقتی مقامات این کشور اعلام کردند اجازه شرکت به تیم‌های مختلط داده نمی‌شود، این مجوز پس گرفته شد. استنلی روس، رئیس فیفا، هوادار FASA بود، اما برای حفظ سمت خود به آرای کنفدراسیون نمایندگان فوتبال آفریقا نیاز داشت. در عوض برگزارکنندگان برای چهار مسابقه شناخته شده آفریقای جنوبی یک دوره مسابقات فوتبال چهار تیمی برگزار کردند. سفید پوستان در فینال با نتیجه ۴–۰ مغلوب تیم سیاهان شد، در حالی که کلوریدز با همان نتیجه هندی‌ها را در مرحله پلی آف شکست داد.
یک تورنمنت قایقرانی در رودپلات در دوربان برگزار گردید. یک گزارش در مجله The Age که بعد از ۱۹۷۳ منتشر شد آن را «اجرای بسیار موفق بازی‌های آفریقای جنوبی که سیاهپوستان با موفقیت زیادی به رقابت پرداختند» توصیف کرد.

## ۱۹۸۱
بازی‌های جشنواره آفریقای جنوبی در سال ۱۹۸۱ به مناسبت بیستمین سالگرد جمهوری برگزار شد. ۵۵۰۰ ورزشکار شرکت کردند که هیچ‌یک از خارج نبودند. این جشنواره در ۳۸ رشته ورزشی در ورزشگاه‌های پرتوریا، ژوهانسبورگ، کیپ تاون و دوربان برگزار گردید.

## ۱۹۸۶
بازی‌های ۱۹۸۶ آفریقای جنوبی در ژوهانسبورگ به مناسبت صدمین سالگرد تأسیس این شهر برگزار شد. این بازی‌ها در ۴ آوریل آغاز و دو هفته به طول انجامید. آسوشیتدپرس از شرکت ۲۰۰ ورزشکار خارجی از ۱۴ کشور خبر داد، در حالی که لس آنجلس تایمز درمجموع «حدود ۶۰۰۰ ورزشکار از ۱۷ کشور» را گزارش داد. رشته‌های ورزشی شامل دو و میدانی، شنا، اسکی روی آب و بولینگ بود. فدراسیون فوتبال آفریقای جنوبی و فدراسیون بوکس چند نژادی آن، این رویداد را تحریم کردند. تیمی از فدراسیون ژیمناستیک ایالات متحده (USGF) حضور داشت که شامل کورین رایت آمریکایی آفریقایی‌تبار بود. رئیس USGF گفت مدیر اجرایی آن متعهد شده‌است که بدون اطلاع هیئت مدیره، تیمی را اعزام کند.